# جدار برلين
جدار برلين (بالألمانية: Berliner Mauer برلينر ماور)
كان جدارا خرسانيا محميًا ومحروسّا يفصل برلين الغربية عن برلين الشرقية وعن المناطق المحيطة ببرلين الغربية في ألمانيا الشرقية، للفترة من عام 1961 إلى عام 1989 ، كان الغرض منه تحجيم المرور بين برلين الغربية وألمانيا الشرقية، وبدأ بناؤه في 13 أغسطس 1961، وجرى تحصينه على مدار الزمن، فقد اشتمل على أبراج حراسة موضوعة على طوله ، مصحوبة بمنطقة واسعة (عُرفت فيما بعد باسم "شريط الموت") تحتوي على خنادق مضادة للمركبات ، ودفاعات أخرى. فتح في 9 نوفمبر 1989 وهدم بعد ذلك بشكل شبه كامل.
أشارت سلطات جمهورية ألمانيا الديمقراطية رسميًا إلى جدار برلين باسم رامبرت للحماية ضد الفاشية. أشارت حكومة مدينة برلين الغربية في بعض الأحيان إلى أنه «جدار العار»، وهو مصطلح صاغه العمدة ويلي براندت في إشارةٍ إلى تقييد الجدار لحرية الانتقال. أصبح يرمز ماديًا إلى «الستار الحديدي» الذي يفصل أوروبا الغربية عن الكتلة الشرقية أثناء الحرب الباردة، جنبًا إلى جنب مع الحدود الألمانية الداخلية المستقلة والأكثر طولًا، والتي رسمت الحدود بين ألمانيا الشرقية والغربية.
تحايل 3.5 مليون شخصًا من ألمانيا الشرقية على قيود الهجرة المفروضة من الكتلة الشرقية، وذلك قبل إنشاء الجدار وانشقاقهم عن جمهورية ألمانيا الديمقراطية، عَبَرَ العديد منهم الحدود بين برلين الشرقية وبرلين الغربية؛ إذ يمكنهم من هناك السفر بعد ذلك إلى ألمانيا الغربية وبلدان أوروبا الغربية الأخرى. منع الجدار كافة أشكال الهجرة تقريبًا، بين عامي 1961 و1989. حاول أكثر من 100,000 شخص الهروب خلال هذه الفترة، ونجح أكثر من 5,000 شخص في الهروب من فوق الجدار، إذ تراوحت حصيلة الوفيات المُقدرة من 136 شخصًا إلى أكثر من 200 شخص في برلين وما حولها.
تسببت سلسلة من الثورات في دول الكتلة الشرقية القريبة في عام 1989 -في بولندا والمجر على وجه الخصوص- في سلسلة من التداعيات في ألمانيا الشرقية مما أسفر في النهاية عن إزالة الجدار. أعلنت حكومة ألمانيا الشرقية في 9 نوفمبر عام 1989 بعد عدة أسابيع من الاضطرابات المدنية، عن إمكانية جميع مواطني جمهورية ألمانيا الديمقراطية زيارة ألمانيا الغربية وبرلين الغربية. عبرت حشود من مواطني ألمانيا الشرقية وتسلقت الجدار، انضم إليها مواطني ألمانيا الغربية على الجانب الآخر في جو احتفالي. اقتطع الأشخاص المبتهجون ومقتنصو الهدايا التذكارية أجزاءً من الجدار، على مدى الأسابيع القليلة التالية. افتتحت بوابة براندنبورغ في جدار برلين في 22 ديسمبر عام 1989. بدأ هدم الجدار رسميًا في 13 يونيو عام 1990 وانتهى من هدمه في نوفمبر عام 1991. مهد «سقوط جدار برلين« الطريق إلى إعادة توحيد ألمانيا، والذي حدث رسميًا في 3 أكتوبر عام 1990.

## المعابر الرسمية واستخداماتها
كان هناك تسعة معابر حدودية بين برلين الشرقية وبرلين الغربية. سمحت هذه المعابر بزيارات من مواطني برلين الغربية ومواطني ألمانيا الغربية الآخرين والأجانب الغربيين وأفراد التحالف إلى برلين الشرقية، بالإضافة إلى زيارات مواطني جمهورية ألمانيا الديمقراطية ومواطني الدول الاشتراكية الأخرى إلى برلين الغربية، بشرط حيازة التصاريح اللازمة. اقتصر استخدام هذه المعابر على بعض الجنسيات المسموح بها (مثل: مواطنو ألمانيا الشرقية ومواطنو ألمانيا الغربية ومواطنو برلين الغربية والدول الأخرى). اقتصرت نقطة تفتيش المركبات والمشاة في زاوية فردريشتراسيه وزيمرسترايه (نقطة تفتيش تشارلي) الأكثر شهرة على أفراد التحالف والأجانب.
توجد عدة معابر حدودية أخرى بين برلين الغربية والمناطق المحيطة بألمانيا الشرقية. تُستخدم هذه المعابر في الانتقال بين ألمانيا الغربية وبرلين الغربية، وفي زيارات مواطني برلين الغربية إلى ألمانيا الشرقية، وفي الانتقال إلى الدول المجاورة لألمانيا الشرقية (بولندا وتشيكوسلوفاكيا والدنمارك)، وفي زيارات مواطني ألمانيا الشرقية إلى برلين الغربية بشرط حيازة تصريح. افتتحت معابر جديدة تسمح بنقل نفايات برلين الغربية إلى مكبات النفايات بألمانيا الشرقية بعد اتفاقيات عام 1972، بالإضافة إلى افتتاح بعض المعابر للوصول إلى أراضي برلين الغربية المستحاطة.
ربطت أربعة طرق فيدرالية سريعة برلين الغربية بألمانيا الغربية، بما في ذلك الطريق الفيدرالي السريع برلين-هلمشتيت، الذي دخل أراضي ألمانيا الشرقية بين مدينتي هيلمشتيت ومارينبورن (نقطة تفتيش ألفا)، ودخل أيضًا برلين الغربية في درييليندن (نقطة تفتيش برافو لقوات الحلفاء) في جنوب غرب برلين. كان الوصول إلى برلين الغربية ممكنًا أيضًا عن طريق السكك الحديدية (أربعة طرق) وعلى متن قارب للنقل التجاري عبر القنوات والأنهار.
يُمكن لغير مواطني ألمانيا الغربية عبور الحدود عند محطة فردريشتراسيه في برلين الشرقية ونقطة تفتيش تشارلي. قسمت شبكات النقل العام المُعقد في برلين الطريق إلى إس-باهن ويو-باهن، عندما أُنشئ الجدار. اختصرت بعض الخطوط إلى النصف؛ وأُغلقت العديد من المحطات. سارت ثلاثة خطوط غربية عبر تقاطعات مختصرة من أراضي برلين الشرقية، مرورًا بالمحطات الشرقية (تُسمى محطات الأشباح) بدون توقف. التقت كلًا من الشبكات الشرقية والغربية في فردريشتراسيه، والتي أصبحت نقطة مرور رئيسية لهؤلاء (معظم مواطني الغرب) عند حيازة تصريح للعبور.

## لمحة تاريخية

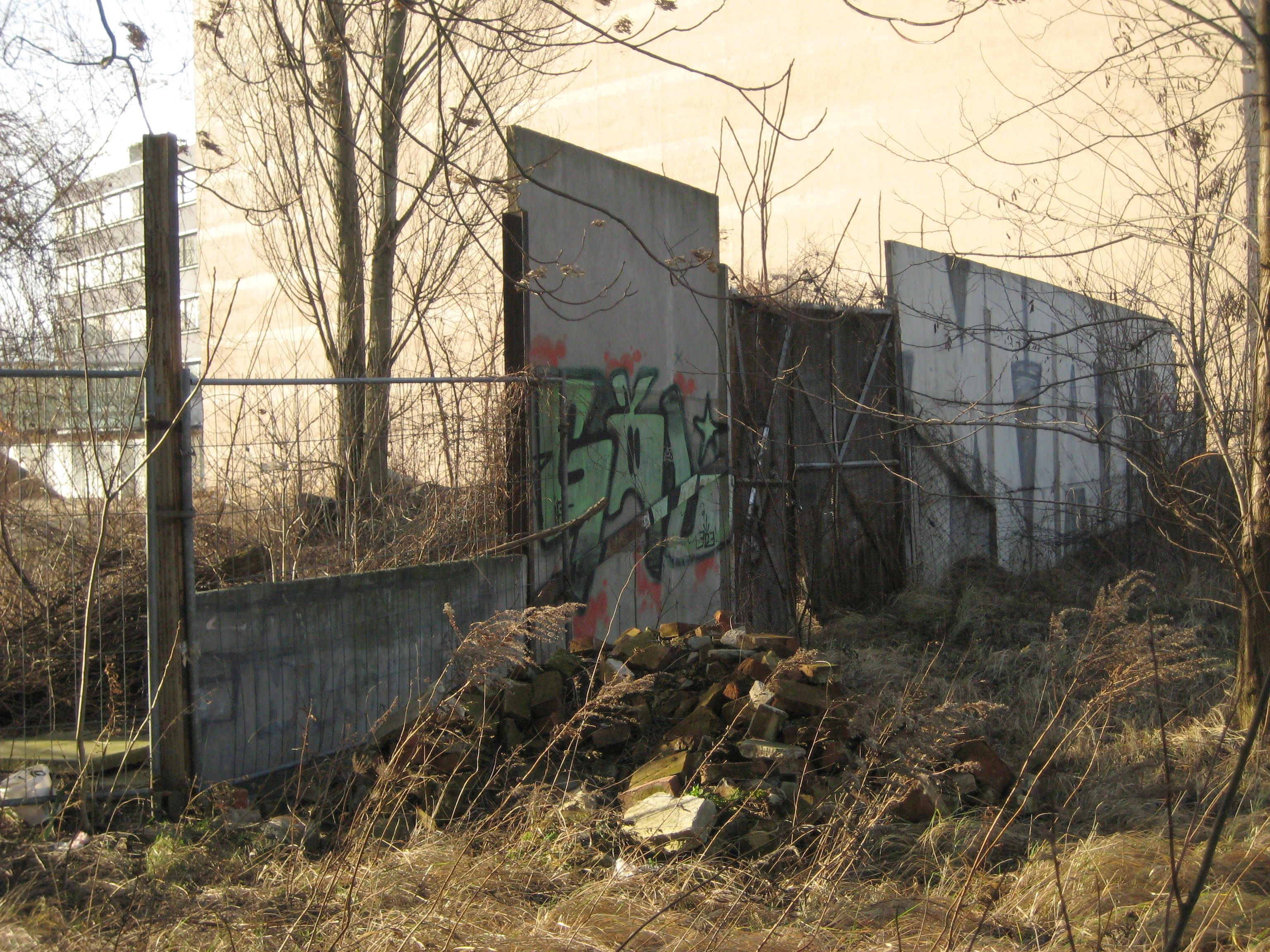
بقايا من جدار برلين، كان إلى وقت قريب يبدو لكثير من الألمان أنه لا يقهر

بعد انتهاء الحرب العالمية الثانية عام 1945، قسمت ألمانيا إلى أربعة مناطق محتلة بحسب اتفاقية يالطة، كانت الدول المحتلة هي الولايات المتحدة الأمريكية، والاتحاد السوفييتي، والمملكة المتحدة وفرنسا، وكانت هذه الدول المتحكمة والمديرة للمناطق المحتلة من ألمانيا، وتبعا لذلك، قسمت العاصمة السابقة للرايخ الألماني إلى أربعة مناطق أيضا، وفي ذات الحقبة بدأت الحرب الباردة بين المعسكر الاشتراكي الشرقي والغرب الرأسمالي، ومثّلت برلين مسرحا للمعارك الاستخباراتية بينهم
في عام 1949 بعد قيام جمهورية ألمانيا الاتحادية (ألمانيا الغربية) في المناطق المحتلة من قبل الولايات الأمريكية المتحدة، والمملكة المتحدة وفرنسا، وقيام جمهورية ألمانيا الديمقراطية (ألمانيا الشرقية) بعد ذلك في المنطقة المحتلة من قبل السوفييت، بدأ العمل على قدم وساق على حدود كلا البلدين لتأمينها، وبقيام كيانين، دَعم التقسييم السياسي لألمانيا، وبين ألمانيا الشرقية وألمانيا الغربية، وضع بشكل أولي شرطة وحرس الحدود، ولاحقا على الطرف الشرقي بدء وضع الاسيجة، رسميا كانت مدينة برلين المقسمة أربعة أقسام منطقة خالية من العسكر، وكانت مستقلة عن الدولتين الالمانيتين الجديدتين، ولكن عمليا لم يكن الحال كذلك، فالمناطق الغربية من برلين أصبحت أقرب إلى كونها ولاية ألمانية غربية، وخلافا للمعاهدات أعلنت برلين الشرقية عاصمة لجمهورية ألمانيا الديمقراطية.
مع زيادة حدّة الحرب الباردة التي من جملة ما أدّت إليه تقييد في الحركة التجارية مع المعسكر الشرقي وخلقت معارك ديبلوماسية صغيرة مستمرة بالإضافة لسباق في التسلح، حيث بدء أيضا تعزيز الحدود، ولكن حدود جمهورية ألمانيا الديمقراطية لم تعد حدود بين أقسام ألمانيا، بل أصبحت الحدود بين المعسكر الشرقي والغربي، أو بين حلف وارسو وحلف الناتو، أي بين ايدولوجيتين سياسيتين مختلفتين، وبين قطبين اقتصاديين وثقافيين كبيرين.
ومنذ تأسيس جمهورية ألمانيا الاشتراكية، بدأ انتقال أعداد متزايدة من مواطنيها إلى ألمانيا الغربية، وعلى وجه الخصوص عبر برلين، والتي كانت من شبه المستحيل مراقبة الحدود فيها، حيث كانت الحدود تمر في وسط المدينة واحيائها. وبين عامي 1949 إلى 1961 ترك قرابة 3 ملايين ألماني جمهورية ألمانيا الاشتراكية! وحيث انهم كانوا في معظم الأحيان من الفئة المتعلمة، هدد ذلك القدرة الاقتصادية لألمانيا الشرقية، وهدد كيان الدولة ككل. وكان سور برلين بذلك الوسيلة لمنع هذه الهجرة، وقبل بناء السور أو الجدار، كانت القوات الألمانية الشرقية تراقب وتفحص التحركات على الطرق المؤدية إلى غرب برلين بحثا عن اللاجئين والمهربين.
وكان الكثير من سكان برلين الغربية والشرقيين العاملين في برلين الغربية قد حصلوا بتبادل العملة في السوق السوداء على ميزة الحصول على المواد الأساسية بأسعار مغرية وقلة شرائهم للكماليات العالية القيمة من الشرق، الأمر الذي كان يضعف الاقتصاد في برلين الشرقية أكثر فأكثر.

بقايا الجدار

## بناء السور
بني سور برلين في 13 أغسطس عام 1961 بأمر من حكومة ألمانيا الديمقراطية الشعبية، ليكون ردع حماية من الفاشية (بحسب ادعاءات الحكومية الشيوعية) , في حين أطلق عليه اسم (جدار العار) من قبل الحكومة الغربية. خلال فترة بناء السور حاول أكثر من 100 ألف ألماني الانتقال من القسم الشرقي إلى القسم الغربي من برلين.
تم بناء الجدار بطول 155 كم، 43 كم قطعت برلين من الشمال إلى الجنوب، بينما عزلت 122 كم برلين الغربية عن باقي أراضي ألمانيا الشرقية.
بنيت معظم أجزاء الجدار من الإسمنت المسلح، بارتفاع يفوق الـ3 أمتار، مع تحصينات وبمراكز مراقبة وأسلاك شائكة والإضاءة القوية، لمنع محاولات التسلل. أشهر نقاط المراقبة الأمنية على طول السور كانت ( نقطة شارلي )

## انهياره

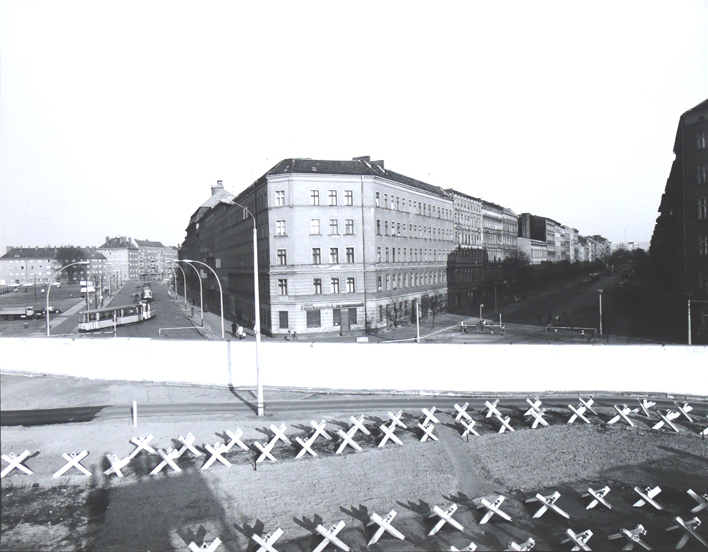
صورة حائط برلين من عام 1973

بتاريخ 9 نوفمبر من عام 1989، بعد أكثر من 28 عاما على بنائهِ الذي أعتبر تقسيم لمدينة وتقسيم لشعب، أعلن غونتر شابوفسكي للصحافة وهو الناطق الرسمي وسكرتير اللجنة المركزية لخلية وسائل الإعلام وعضو المكتب السياسي للحزب الاشتراكي الألماني أن قيود التنقل بين الألمانيتين قد رُفعت أثناء حوارٍ إعلامي عن طريق الخطأ، إذ لم يكن متثبّتاً من توقيت الإعلان، ممّا تسبب في فوضى عارمة أمام نقاط العبور في الجدار، فتوجهت أعداد كبيرة من الألمان الشرقيين عبر الحدود المفتوحة إلى برلين الغربية، واعتبر هذا اليوم يوم سقوط جدار برلين.

## الأفلام الوثائقية
تشمل الأفلام الوثائقية الخاصة بجدار برلين ما يلي:
- النفق (الصادر في ديسمبر عام 1962)، فيلم وثائقي خاص من إنتاج إن بي سي نيوز.
- الطريق إلى الجدار (الصادر في عام 1962)، فيلم وثائقي.
- ما يجب فعله مع الجدار (الصادر في عام 1991)، فيلم وثائقي عن سقوط جدار برلين، من تأليف روس مسيلوي ومارلين ليفين، صُور في الأصل إحياءً للذكرى الخامسة والعشرين لبناء الجدار.
- فيلم أرنب في برلين (الصادر في عام 2009)، فيلم وثائقي من إخراج بارتوش كونوبكا، يُروى من وجهة نظر مجموعة من الأرانب البرية التي تسكن المنطقة الواقعة بين الجدارين.

## الأدب
تشمل بعض الروايات الخاصة بجدار برلين ما يلي:
- «الجاسوس القادم من الحرب الباردة»، للمؤلف جون لو كاري (الصادرة في عام 1963)، رواية خيالية كلاسيكية عن الجاسوسية أثناء الحرب الباردة.
- «لعبة برلين»، للمؤلف لين دايتون (الصادرة في عام 1983)، رواية خيالية كلاسيكية عن الجاسوسية أثناء الحرب الباردة.
- «اليوم السابق لجدار برلين: هل كان بإمكاننا إيقافه؟» لصحيفة ذا هيل - تاريخ بديل للجاسوسية أثناء الحرب الباردة، صدر في عام 2010 - بناءً على أسطورة منتشرة مسرودة في برلين في السبعينيات من القرن العشرين.
- «الجدار»، للمؤلف جون ماركس (الصادرة في عام 1999)، تتناول انشقاق جاسوس أمريكي عن الشرق قبل ساعات من سقوط الجدار.[14]
- «غرب الجدار»، للمؤلفة مارسيا بريستون، (الصادرة في عام 2007، المنشورة تحت عنوان «وعد ترودي» في أمريكا الشمالية)، تحكي عن زوج يترك زوجته (بطلة الرواية) في برلين الشرقية، منتظرة أخبارًا عن زوجها بعد فراره من فوق جدار برلين.[15]
- «قافز الجدار» للمؤلف بيتر شنايدر؛ (الصادرة في عام 1984)، يلعب الجدار دورًا رئيسيًا في هذه الرواية التي وقعت أحداثها في برلين في الثمانينيات من القرن العشرين.

## الألعاب
تشمل ألعاب الفيديو المتعلقة بجدار برلين ما يلي:
- جدار برلين (الصادرة في عام 1991)، لعبة فيديو.
- سيم سيتي 3000 (الصادرة في عام 1999)، لعبة فيديو تعرض سيناريو يحدث في نهاية الحرب الباردة، حيث يُمنح اللاعب خمس سنوات داخل اللعبة لهدم الجدار وإعادة توحيد شرق وغرب برلين؛ كلما طالت المدة لتحقيق الهدف، كلما زادت أعمال الشغب في المدينة.
- نداء الواجب: العمليات السوداء (الصادرة في عام 2010)، تشمل حزمة المحتوى القابلة للتحميل «الضربة الأولى» على خريطة متعددة اللاعبين (تُسمى («جدار برلين»))، والتي تقع أحداثها عند جدار برلين.
- يصور الفيديو الافتتاحي لتطوير لعبة فيديو الحضارة النسخة السادسة «صعود وهبوط»، امرأة تضرب الجدار بمرزبة.
- أعلن ناشر لعبة بلاي واي في أبريل عام 2018 عن عمل استوديو اللعبة البولندي كيه 202 على لعبة فيديو جدار برلين، والتي من المتوقع صدورها في نوفمبر عام 2019.[16]

## كتب عنه
في الذكرى ال25 لانهياره صدرت مجموعة من الكتب في أوروبا والعالم عن جدار برلين والانعكاسات السياسية والعسكرية والاقتصادية على برلين وألمانيا والعالم.
ومن تلك الكتب
- برلين الآن، المدينة بعد الجدار للكاتب بيتر شنايدر berlin now, the city after the wall عام 2014 المصدر